# San Luis Obispo County
San Luis Obispo County je okres ve státě Kalifornie v USA. K roku 2010 zde žilo 269 637 obyvatel. Správním městem okresu je San Luis Obispo. Na jihu sousedí se Santa Barbara County a na severu s Monterey County. Sídlí zde rádio KWWV.